# Hiko Tonosa Haso
Hiko Tonosa Haso (9 ottobre 1995) è un mezzofondista etiope naturalizzato irlandese.

## Palmarès
| Anno | Manifestazione           | Sede              | Evento         | Risultato | Prestazione | Note |
| ---- | ------------------------ | ----------------- | -------------- | --------- | ----------- | ---- |
| 2021 | Europei di cross         | Dublino           | Corsa seniores | 13º       | 31'05"      |      |
| 2021 | Europei di cross         | Dublino           | A squadre      |           |             |      |
| 2022 | Europei                  | Monaco di Baviera | 10000 m        | 17º       | 28'38"82    |      |
| 2022 | Europei di cross         | Venaria Reale     | Corsa seniores | 27º       | 30'48"      |      |
| 2022 | Europei di cross         | Venaria Reale     | A squadre      |           |             |      |
| 2023 | Mondiali corsa su strada | Riga              | Mezza maratona | 60º       | 1h04'14"    |      |
| 2024 | Europei                  | Roma              | Mezza maratona | 43º       | 1h05'42"    |      |

## Campionati nazionali
2021
- Oro ai campionati irlandesi, 10000 m piani - 29'41"88
- Oro ai campionati irlandesi, 5000 m piani - 13'52"53
- Oro ai campionati irlandesi di corsa campestre - 30'32"

2022
- Argento ai campionati irlandesi, 5000 m piani - 13'55"97
- Argento ai campionati irlandesi di corsa campestre - 30'03"

2024
- Oro ai campionati irlandesi di maratona - 2h09'42"

## Altre competizioni internazionali
2021
- 12º in Coppa Europa dei 10000 metri ( Birmingham) - 28'13"10

2023
- 67º alla Maratona di Valencia ( Valencia) - 2h15'01"

2024
- Bronzo alla Maratona di Dublino ( Dublino) - 2h09'42"
- 14º alla Mezza maratona di Barcellona ( Barcellona) - 1h03'11"

2025
- 4º alla Mezza maratona di Siviglia ( Siviglia) - 1h00'51"